# 二聚作用
二聚作用是聚合的一種特殊情況。
二聚作用特別指代兩個單體的聚合作用，其適用於原子和分子。二聚作用的產物是二聚體，可以是由兩個相同單體形成的同源二聚體（Homo-），也可以是由兩個不同單體形成的' '異源二聚體（Hetero-）。

## 常見例子
- 抗體分子是由名為長鏈和短鏈的基本單位通過二聚作用形成的。由一個長鏈和一個短鏈組成的異源二聚體再和另一個相同的異源二聚體發生二聚作用作用，最終可產生一個抗體分子。
- 一氧化氮 (NO) 可以在液態或固態的狀態下通過二聚作用生成N2O2。
- 紅棕色的二氧化氮 (NO2)在高壓下可以通過二聚作用生成無色的四氧化二氮(N2O4).

雖然一個二聚體的化學式嚴格意義上說只是其單體化學式各原子數量兩倍化而成，但二聚作用有時也被擴展為兩個單體間的縮合反應：
- 麥芽糖是由兩個葡萄糖分子二聚化產生的同源二聚體。
- 紅糖是由一個葡萄糖分子和一個果糖分子二聚化產生的異源二聚體。
- 雙甘氨肽是由兩個甘氨酸分子二聚化（肽聚合）產生的同源二聚體。

最後三個例子中，二聚體的化學式是所有單體化學式的總和再除去兩個氫原子和一個氧原子，也既是說這種二聚作用將產生水(H2 O)作為副產物。